# Kazimiera Gawarecka
Kazimiera Gawarecka (ur. 1885 w Grodnie, zm. 1979 w Lublinie) – polska archiwistka, bibliotekarka.

## Życiorys
Urodziła się 4 marca 1903 r. w rodzinie inteligenckiej w Grodnie, gdzie ukończyła gimnazjum żeńskie. Po zawarciu związku małżeńskiego w 1907 r. z Feliksem Gawareckim, inżynierem geodetą, mieszkała w Mohylewie i Twerze, w 1921 r. osiadła wraz z mężem na stałe w Lublinie.
W 1927 r. ukończyła studia historyczne na KUL. Jeszcze w trakcie studiów podjęła pracę w Bibliotece im. H. Łopacińskiego w Lublinie jako bibliotekarka. W 1933 r. została kierowniczką Biblioteki. Po zajęciu Lublina przez Niemców w 1939 r. została usunięta ze stanowiska i z zespołu pracowniczego. 
W 1941 r. rozpoczęła pracę jako archiwistka w Archiwum Miejskim Lublina, gdzie po wyzwoleniu została powołana na stanowisko kierowniczki. W latach 1944–1948 równolegle kierowała Biblioteką im. H. Łopacińskiego. 
W 1951 r. Archiwum Miejskie zostało połączone z Archiwum Państwowym w Lublinie, gdzie Kazimiera Gawarecka znalazła zatrudnienie jako kierowniczka pracowni naukowej.
Poza obowiązkami związanymi z funkcjami kierowniczymi K. Gawarecka sama porządkowała akta, skupiając się na aktach Magistratu miasta Lublina oraz, wykorzystując doświadczenie biblioteczne, skatalogowała zbiory biblioteki Archiwum Państwowego, bogate zwłaszcza w druki urzędowe XIX i XX w. Mając dużą wiedzę na temat kancelarii rosyjskiej XIX w., uporządkowała także akta urzędów, inspektorów fabrycznych oraz kancelarii gubernatora siedleckiego.
W 1960 r. przeszła na emeryturę. Jest autorką kilkudziesięciu opracowań dotyczących archiwaliów, drukarstwa i bibliotekarstwa lubelskiego. 
Była członkinią i działaczką Związku Bibliotekarzy i Archiwistów Polskich, pełniąc w 1950 r. funkcję przewodniczącej Koła Lubelskiego.
Synem Kazimiery i Feliksa Gawareckich był Henryk Gawarecki, historyk sztuki i bibliofil. 
Zmarła w Lublinie 3 marca 1979 i została pochowana na cmentarzu przy ulicy Lipowej.

## Ordery i odznaczenia
- Srebrny Wawrzyn Akademicki PAL (1937) za krzewienie czytelnictwa
- Złoty Krzyż Zasługi
- Medal 10-lecia Polski Ludowej (1954)
- odznaka honorowa „Za zasługi dla archiwistyki”